# Sullivan (New Hampshire)
Pour les articles homonymes, voir Sullivan.
Sullivan est une municipalité américaine située dans le comté de Cheshire au New Hampshire. Selon le recensement de 2010, sa population est de 677 habitants.

## Géographie
La municipalité s'étend sur 18,72 milles carrés (48,48 km2), dont 0,19 milles carrés (0,49 km2) d'étendues d'eau.

## Histoire
La municipalité est créée en 1787 à partir des terres de plusieurs localités voisines. Elle est nommée en l'honneur du général John Sullivan, qui s'est illustré lors de la guerre d'indépendance des États-Unis,.